# Ferrovie del Sud Est

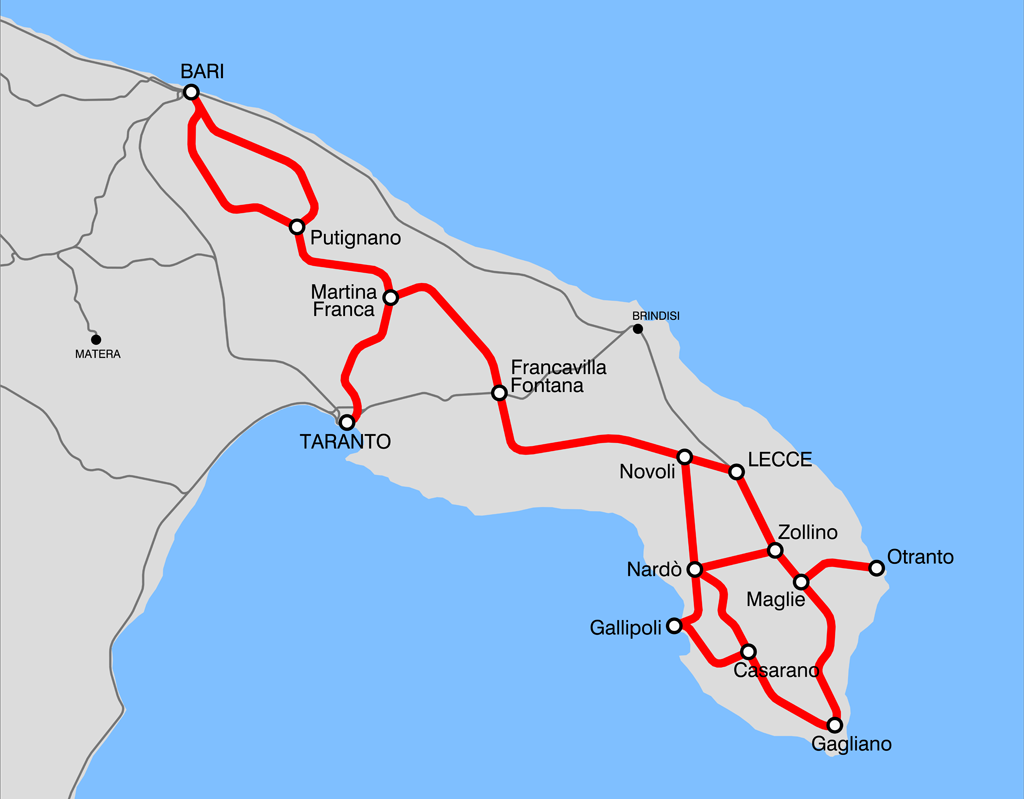
Eisenbahnstrecken der Ferrovie del Sud Est

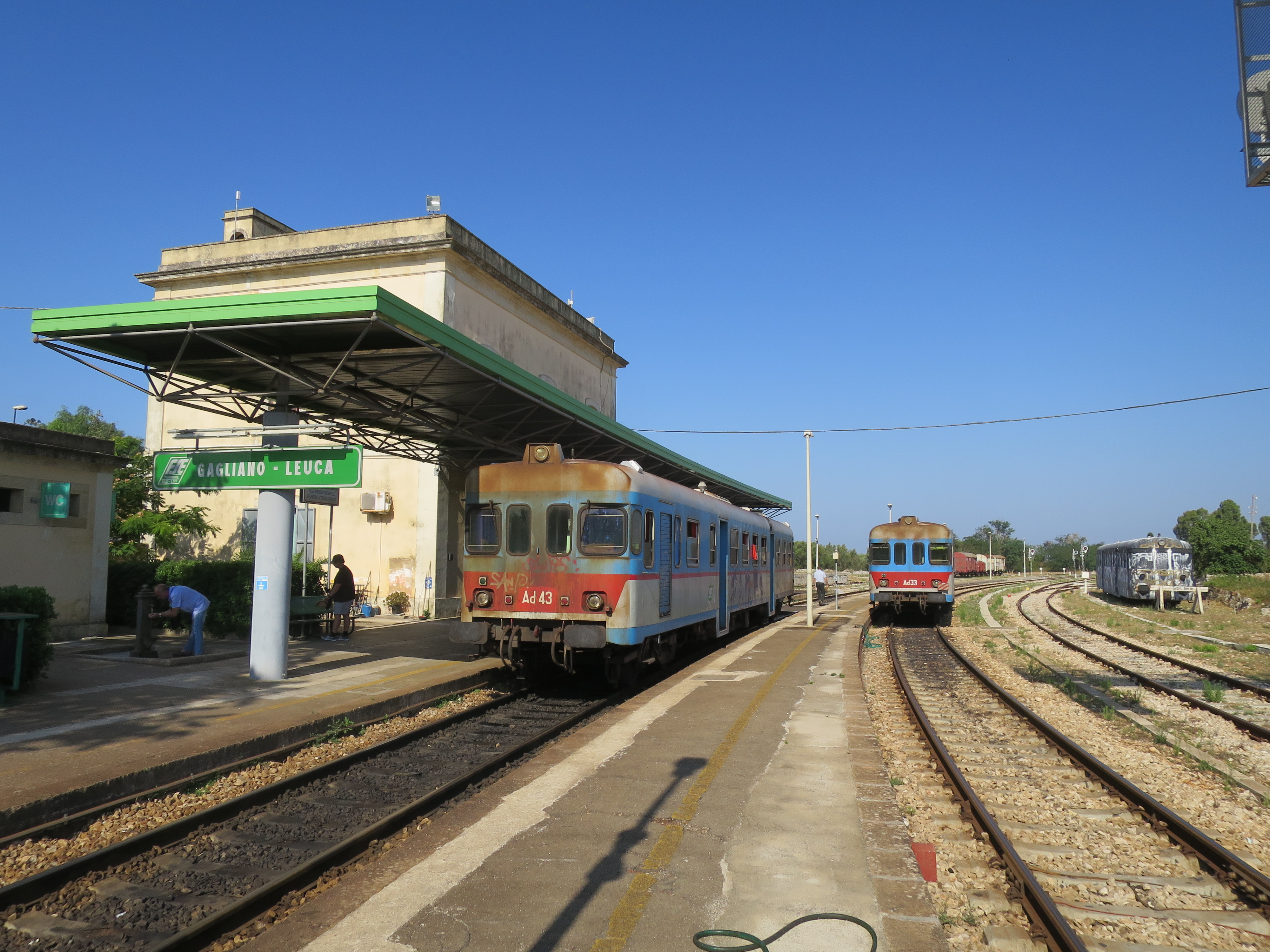
Südlichster Bahnhof Apuliens: Gagliano Leuca. Hier begegnen sich zwei Züge der Baureihe Ad 31-45.

Die Società Ferrovie del Sud Est e Servizi Automobilistici a r.l. (umgangssprachlich: Ferrovie del Sud Est) (FSE) war eine regionale Eisenbahngesellschaft in Süditalien, mit einem Netz südlich von Bari bis in den Süden Apuliens. Sie gehört heute zu den Ferrovie dello Stato (FS).

## Die Bahngesellschaft
Die FSE sind privatrechtlich organisiert, ihr einziger Gesellschafter ist aber der italienische Staat. Seit dem 4. August 2016 gehört sie zur FS-Holding. Sitz der Gesellschaft war anfangs Rom, später Bari. Sie betreibt Eisenbahninfrastruktur und Eisenbahnverkehr. Die Bahn verbindet dabei die Städte der Region mit jenen Orten, die an den Strecken der FS, den Bahnstrecken Bari–Brindisi–Lecce und Bari–Tarent, liegen. Das von ihr betriebene Streckennetz hat eine Länge von 473 km.

## Geographische Gegebenheiten
Das innere des Salento ist eine relativ flache Hochebene, die allerdings unmittelbar an den Küsten zu Adria und dem Golf von Tarent steil abfällt. Die Küste selbst war sehr sumpfig, malariaverseucht und unbewohnbar. Bis auf wenige Hafenstädte, wie Bari, Otranto, Gallipoli und Tarent, befinden sich daher alle Siedlungen im Inland. So führen auch die Strecken der FSE nur in den genannten Seehäfen ans Meer und verlaufen im Übrigen im Inneren Apuliens. Die Trockenlegung der versumpften Küste erfolgte erst nach dem Zweiten Weltkrieg. Dort entwickelte sich in den letzten Jahren in großem Umfang Badetourismus, für dessen Bedarf die Bahn viel zu weit im Hinterland verläuft.

## Geschichte

### Gründung

#### Organisation
Die Ferrovie del Sud Est wurde durch die Fusion zweier privater Eisenbahngesellschaften, der Ferrovie Salentine und der Ferrovie Sussidiate, als Aktiengesellschaft in Rom am 6. August 1931 gegründet und die Fusion zum 30. September des gleichen Jahres vollzogen. Aktionäre der neu gegründeten Gesellschaft waren der Bankier Komtur Carlo Raffaele Bombrini mit 80 % der Anteile, Graf Ugo Pasquini mit 10 % der Anteile und mit je 5 % der Ingenieur Bazzocchi und Senator Graf Fulco Tosti Valminuta. Zum 1. Juli 1933 kaufte die Ferrovie del Sud Est von der Staatsbahn, den Ferrovie dello Stato Italiane (FS), die Bahnstrecke Lecce–Otranto, den ehemaligen Südabschnitt der Adriabahn, und die davon abzweigende Bahnstrecke Zollino–Gallipoli. Noch im gleichen Jahr gelang es den FSE, die Kontrolle über die Strade ferrate Pugliesi zu erlangen. Graf Ugo Pasquini wurde Vorstandsvorsitzender der FSE. Er betrieb die Beteiligung der FSE an der Società, Anonima Italiana Ferrotramviaria, um an der Konzession für eine neue Bahnstrecke Bari–Barletta partizipieren zu können. Die FSE organisierte den so zusammengesetzten Konzern neu.

#### Fahrzeuge

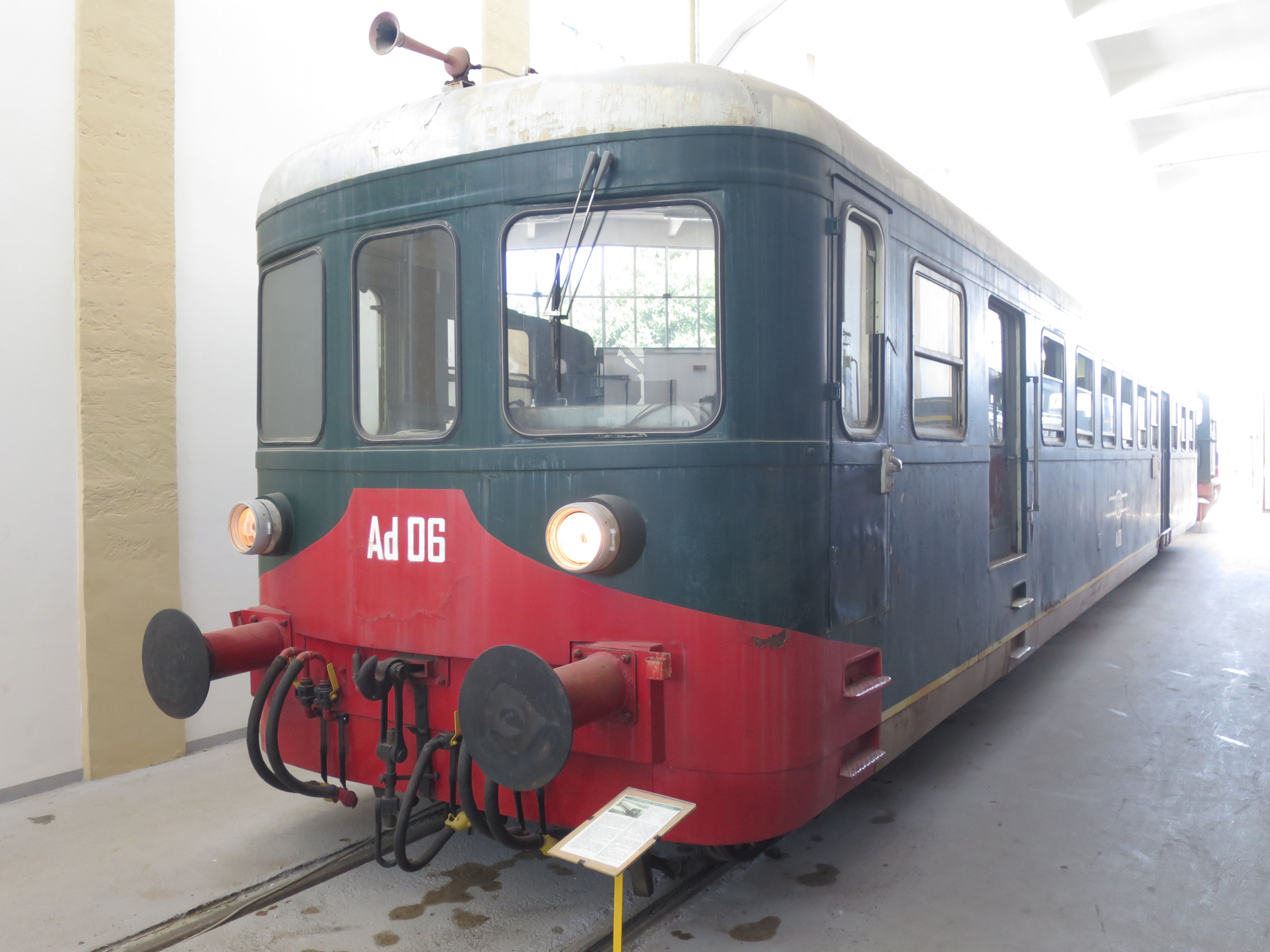
Dieseltriebwagen Ad 06 von MAN im Eisenbahnmuseum in Lecce

Anfänglich fuhren in herkömmlicher Weise Dampflokomotiven mit Wagenzügen. Das Rollmaterial stammte von den Gesellschaften, aus denen die FSE fusionierten. Die FSE kauften aber in der Folgezeit weitere Fahrzeuge.
So beschaffte die Gesellschaft von 1939 bis 1952 auch moderne Dieseltriebwagen von MAN, die im Officina Meccanica della Stanga in Padua in Lizenz gefertigt wurden. Sie wurden bei den FSE als Ad 01 bis 10 geführt. Das letzte Fahrzeug (Ad 06) wurde 1997 außer Dienst gestellt und ist im Eisenbahnmuseum von Apulien erhalten.

#### Verkehr
Auf den ehemals von der Staatsbahn betrieben Strecken und bei der Strecke Bari–Locorotondo der Ferrovie Sussidiate waren im Personenverkehr – wie damals allgemein üblich – die 1.–3. Klasse angeboten worden. Alle anderen der Gesellschaften, die zu den FSE fusionierten, boten nur zwei Klassen an. Dem schlossen sich die FSE an und bezeichnete die von ihr angebotenen beiden Klassen als 1. und 3. Klasse. Diese wurden in der Folge der kontinentalen „Klassenreform“, dem Wegfall der alten 1. Klasse und der Umbenennung der 2. und 3. Klasse in 1. und 2. Klasse, zum 4. Juni 1956 ebenfalls als 1. und 2. Klasse ausgezeichnet. Seit dem 6. Juni 2005 wird nur noch die 2. Klasse angeboten. Allerdings ist auch noch in den modernsten Triebwagen der FSE, der Baureihe ATR 220, ein Bereich mit 1+2 Bestuhlung eingebaut, der offensichtlich für die 1. Klasse gedacht war.

### Nachkriegszeit

#### Investitionen
Auch um die Schäden aus dem Zweiten Weltkrieg zu beseitigen, gelang es den FSE, aus den durch das Gesetz Nr. 1221 vom 2. August 1952 über die Modernisierung von Bahnstrecken und die Beschaffung neuer Fahrzeuge vorgesehenen Geldern zu profitieren: Mit Hilfe dieses Programms konnte sie 13 Diesellokomotiven der Baureihe FSE BB.150 beschaffen, um die bisher im Wagenzugverkehr eingesetzten Dampflokomotiven zu ersetzen. Weiter konnten aus dem Programm 30 Dieseltriebwagen der Baureihe FSE Ad 51–80 von Breda mit 22 Beiwagen und fünf Rangierlokomotiven der Baureihe FSE B.101–105 erworben werden. Die Eisenbahninfrastruktur, Gleisanlagen, Gebäude und die Signalanlagen konnten saniert werden, Arbeiten im Umfang von 5,8 Mrd. Lire.

#### Personenverkehr
Im Personenverkehr wurde der absolute Höhepunkt im Kriegsjahr 1944 mit 10,3 Mio. Reisenden erreicht. Ein zweiter Höhepunkt 1982 mit 8,7 Mio. Reisenden. Seitdem sank deren Zahl stetig, bis auf 5,2 Mio. Reisende im Jahr 2011. Auch bei den Personenkilometern war mit 313 Mio. das Jahr 1944 der absolute Höhepunkt. 1982 lag der Wert bei 212 Mio., seitdem fiel auch er stetig.

#### Güterverkehr

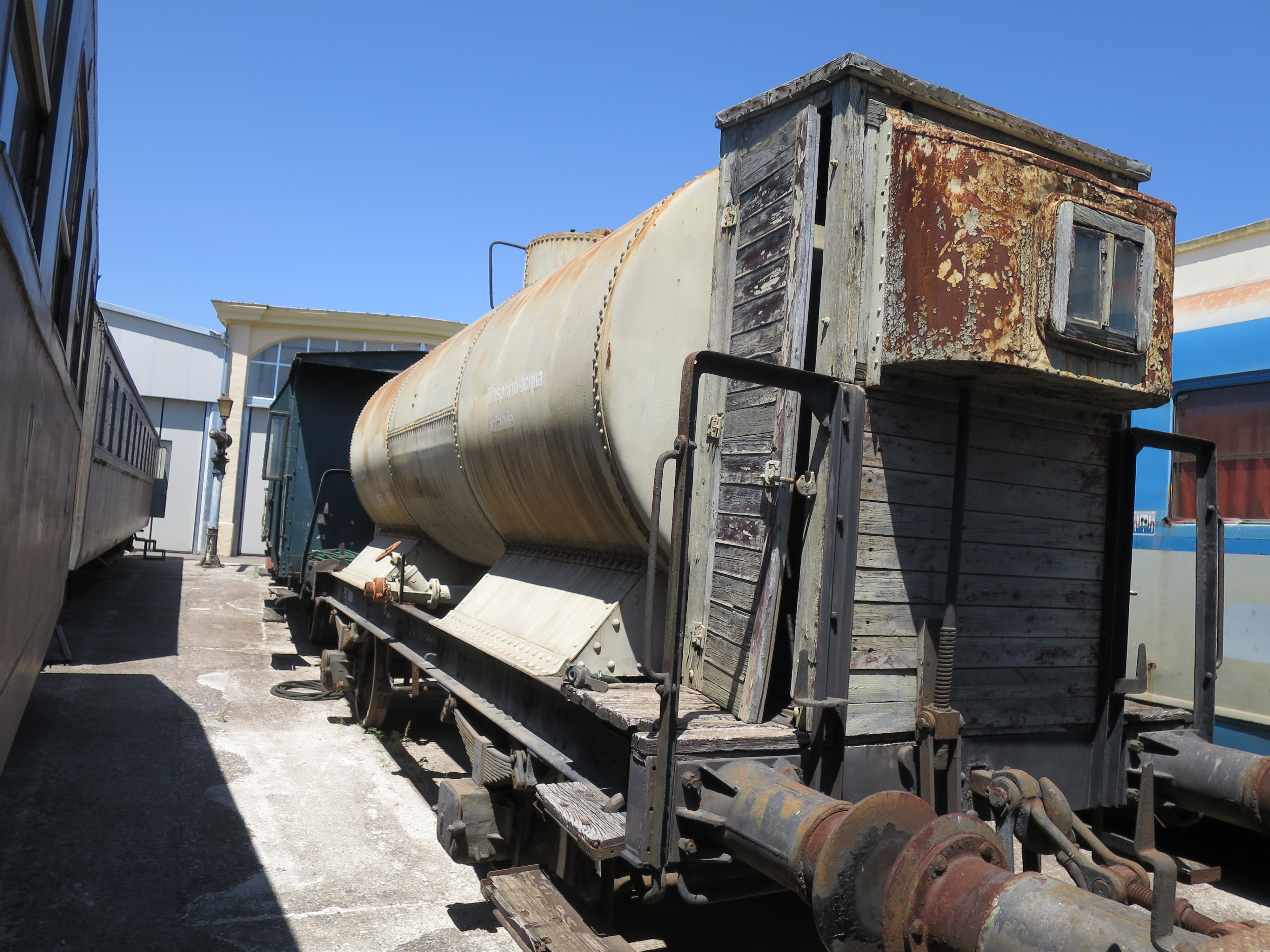
Kesselwagen zum Transport von Trinkwasser

Der Höhepunkt des Aufkommens im Güterverkehr lag in der Hochphase des Zweiten Weltkriegs. 1942 wurden 1,2 Mio. Tonnen Güter befördert, bei 122 Mio. Tonnenkilometer. 1987 waren es noch 168.712 (14 % des Wertes von 1942) Tonnen und 6,7 Mio. Tonnenkilometer (5,5 % des Wertes von 1942). Befördert wurden 1978: 3.904 Wagenladungen Kartoffeln (60.000 t) und 4.126 Wagenladungen Weintrauben (45.000 t). Für den Transport von Wein gab es eigene Kesselwagen. Bis zum Anfang der 1990er Jahre waren auf den FSE auch Bahnpostwagen im Einsatz.
Eine besondere Form des Güterverkehrs war der innerbetriebliche Transport von Wasser: Entlegene Dienststellen, die nicht an das öffentliche Wasserleitungsnetz angeschlossen waren und keine eigenen Brunnen besaßen, erhielten sowohl Trink- als auch Brauchwasser (insbesondere zum Befüllen der Dampflokomotiven) mit eigenen Zügen, die Kesselwagen führten, die ausschließlich für diesen Zweck vorgehalten wurden. 1935 besaß die Bahn 12 solcher Wagen.  Der Service bestand bis in die 1970er Jahre.

### Endphase

#### Wirtschaftliche Schwierigkeiten
Ab den späten 1960er Jahren kam die Bahn zunehmend in finanzielle Schwierigkeiten, die darin gipfelten, dass sie zum 19. Dezember 1985 unter staatliche Verwaltung gestellt wurde. Diese „Zwangsverwaltung“ wurde bis zum 1. Januar 2001 aufrechterhalten, als die FSE unter der neuen Bezeichnung Società Ferrovie del Sud Est e Servizi Automobilistici a r.l. in die Form einer GmbH nach italienischem Recht umgegründet wurden. Alleiniger Gesellschafter war nun der Staat, dessen Rechte durch das  Ministerium für Infrastruktur und Verkehr wahrgenommen wurden. Nachdem die Bahn gleichwohl von korrupten Managern „zu Boden gewirtschaftet wurde“ und infolgedessen mit 350 Mio. Euro Schulden dastand, wurde sie zum 4. August 2016 in die Staatsbahn FS integriert. Weiter wurde in Folge des Eisenbahnunfalls von Andria am 12. Juli 2016 die Eisenbahnaufsicht über die drei apulischen Privatbahnen, darunter auch die Ferrovie del Sud Est, auf die Agenzia Nazionale per la Sicurezza delle Ferrovie (ANSF) übertragen, die bisher nur für das Netz der Staatsbahn, Rete Ferroviaria Italiana, zuständig war. Das hat auch zur Folge, dass die bestehenden Sicherheitszertifikate nach sechs Monaten auslaufen und bis dahin neue der ANSF erteilt sein müssen. Andernfalls muss der Eisenbahnbetrieb eingestellt werden.

#### Betrieb

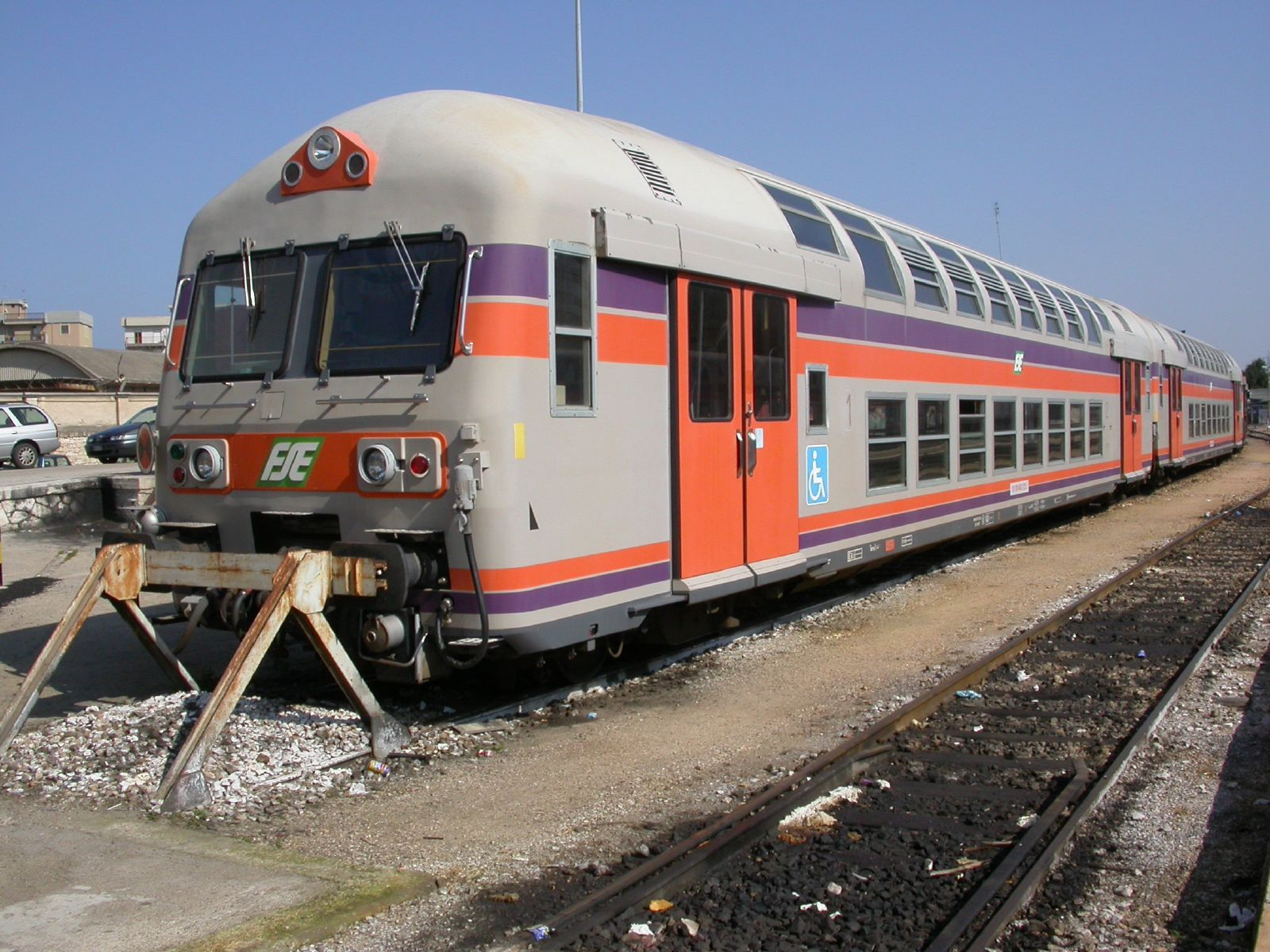
Doppelstockwagen der FSE in Bari

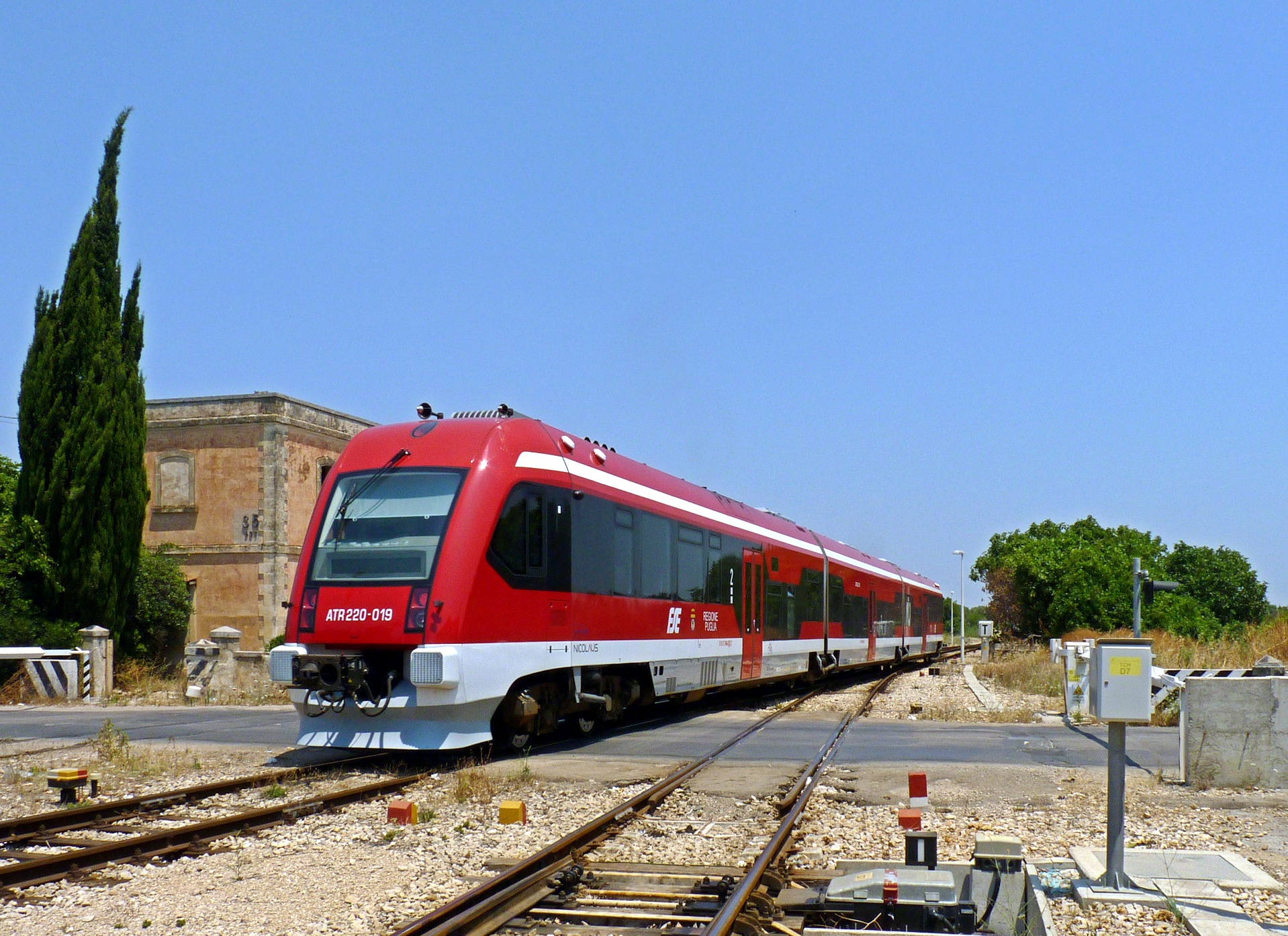
Ein Triebwagen der Baureihe ATR 220 bei der Ankunft in Nardò Centrale

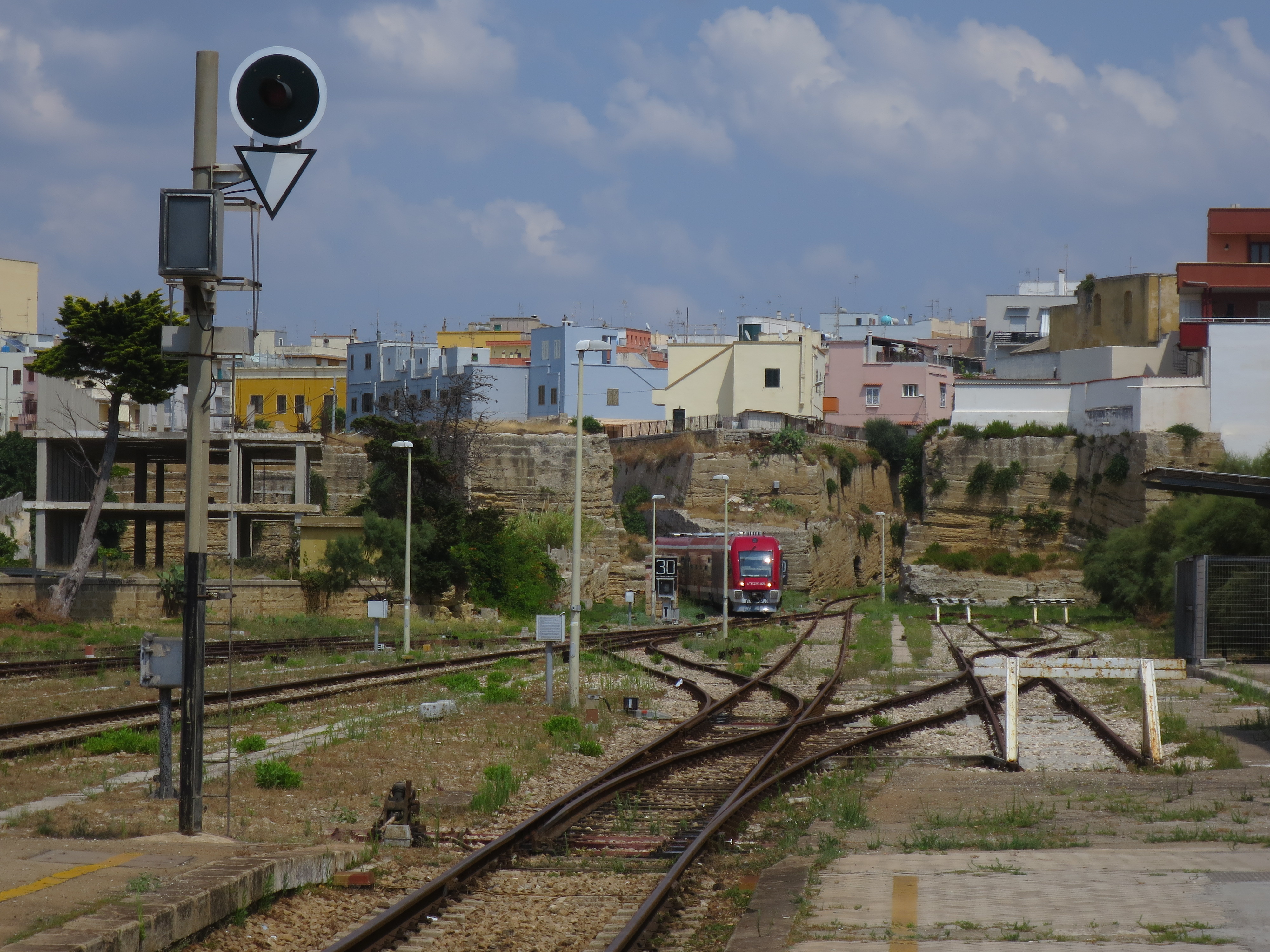
Bahnhof Gallipoli. Links: Einfahrender Zug aus Lecce, rechts zweigt die Strecke nach Casarano ab.

1991 gab es im Sommerfahrplan ein Kurswagen-Angebot von Milano Centrale nach Otranto: Zwei Wagen 2. Klasse wurden von den FSE aus dem Schnellzug Mailand–Lecce übernommen und bis Otranto weiter geführt. Ob die Übernahme der FSE durch die FS wieder solche netzübergreifenden Angebote bringen wird, bleibt abzuwarten.
Nachdem 2006 in unmittelbarer Nähe zum Bahnhof Bari Mungivacca ein IKEA-Markt eröffnet hatte, gab es ein Jahr lang besondere Ikea-Züge, die zusätzlich zum übrigen Fahrplanangebot zwischen Bari Centrale und Bari Mungivacca verkehrten.
Letzte Fahrzeugbeschaffung der FSE für den Personenverkehr waren eine Reihe polnischer Dieseltriebwagen der Marke Pesa ATRIBO, die bei der FSE als  Baureihe ATR 220 eingestellt wurden. Weiter werden auf der Bahnstrecke Bari–Tarent seit 2013 auch Doppelstockwagen eingesetzt.

### Als Teil der FS

#### Organisation
Die Ferrovie del Sud Est sind nun als eigenständige Tochtergesellschaft innerhalb der FS-Holding organisiert. Sie betreibt ein Netz von 473 Kilometern Länge.

#### Betrieb
Zum 7. September 2016 mussten die FSE alle 25 Fahrzeuge der Baureihe ATR 220 stilllegen, da sie in der Krise nicht mehr ausreichend gewartet worden waren. Daraufhin konnte nur noch ein sehr ausgedünnter Fahrplan gefahren werden, Schienenersatzverkehr kam zum Zug und einige angemietete Fahrzeuge der FS wurden eingesetzt. Im Mai 2017 waren zumindest einzelne ATR 220 wieder im Einsatz.
Die ANSF hat in Folge des Eisenbahnunfalls von Andria italienweit auf allen Bahnstrecken, die noch ohne technische Zugsicherung  waren, eine Höchstgeschwindigkeit von 50 km/h angeordnet. Diese Vorschrift betrifft auch das gesamte Netz der FSE. Seit dem 18. April 2017 gilt deshalb ein bis vorläufig zum 24. Juni 2018 angesetzter, angepasster Fahrplan. Für die 59 km lange Strecke von Lecce nach Gallipoli braucht ein Zug so rund anderthalb Stunden. Hier verkehren Züge der Alt-Baureihe AD annähernd im Stundentakt.

#### Zukunft
Beabsichtigt war, die Strecke Bari–Martina Franca–Tarent zu elektrifizieren. Hier muss abgewartet werden, ob das Vorhaben auch nach Übernahme der FSE durch die FS umgesetzt wird.
Bis zum Ende des Jahres 2019 soll das gesamte Netz mit dem Zugsicherungssystem SCMT ausgestattet werden, als erstes die beiden von Lecce nach Süden verlaufenden Strecken, was schon 2018 erfolgen soll. Die Kosten dafür trägt die Region Apulien.

## Infrastruktur
Die FSE betreiben nachfolgende Bahnstrecken in einer Gesamtlänge von 473 km, die hier mit der heutigen Kilometrierung und von Norden nach Süden gelistet sind. Das entspricht nicht der historischen Abfolge, in der diese Strecken gebaut wurden und auch die historische Kilometrierung weicht von der heutigen erheblich ab:
- Bahnstrecke Bari–Martina Franca–Taranto, 112,5 km[34] (zuzüglich einer Parallelstrecke zwischen den Bahnhöfen Mungivacca und Putignano, 43,3 km[35]). Seit 2019 wird der Abschnitt Bari–Putignano (über Valenzano) mit elektrischen Triebfahrzeugen befahren, seit dem 16. Oktober ist das bis Martina Franca der Fall. Der Rest der Strecke soll bis Ende 2024 folgen. Anschließend soll der Streckenast über Noicattaro elektrifiziert werden, was bis Ende 2025 abgeschlossen sein soll. Es ist die einzige elektrifizierte Strecke im FES-Netz.[36]
- Bahnstrecke Martina Franca–Lecce, 102,6 km[37]
- Bahnstrecke Novoli–Gagliano Leuca, 74,2 km[38]
- Bahnstrecke Lecce–Gallipoli, 53,0 km[39], ehemals 0,8 km länger bis Gallipoli Porto (Hafenbahnhof).
- Bahnstrecke Zollino–Gagliano Leuca, 46,5 km[40]
- Bahnstrecke Maglie–Otranto, 18,3 km[41]
- Bahnstrecke Casarano–Gallipoli, 22,0 km[42]

Die Sicherung von Zugfahrten durch Zugmeldebetrieb („blocco telefonico“) wurde in den 1960er Jahren durch elektrischen Streckenblock ersetzt („Apparato Centrale Elettrico“).

## Betrieb

### Eisenbahn
Die FSE betreiben auf acht Linien Schienenpersonenverkehr:
- Linie 1: Bari–Putignano–Martina Franca–Tarent
- Linie 1bis: Bari–Putignano
- Linie 2: Martina Franca–Francavilla Fontana–Novoli–Lecce
- Linie 3: Novoli–Nardò–Casarano–Gagliano Leuca
- Linie 4: Casarano–Gallipoli
- Linie 5: Lecce–Zollino–Nardò–Gallipoli
- Linie 6: Zollino–Maglie–Gagliano Leuca
- Linie 7: Maglie–Otranto

Außer auf der Strecke Bari–Martina Franca–Tarent verkehren im Personenverkehr heute nur noch Triebwagen. Güterverkehr wird ebenfalls noch gefahren.

### Busverbindungen

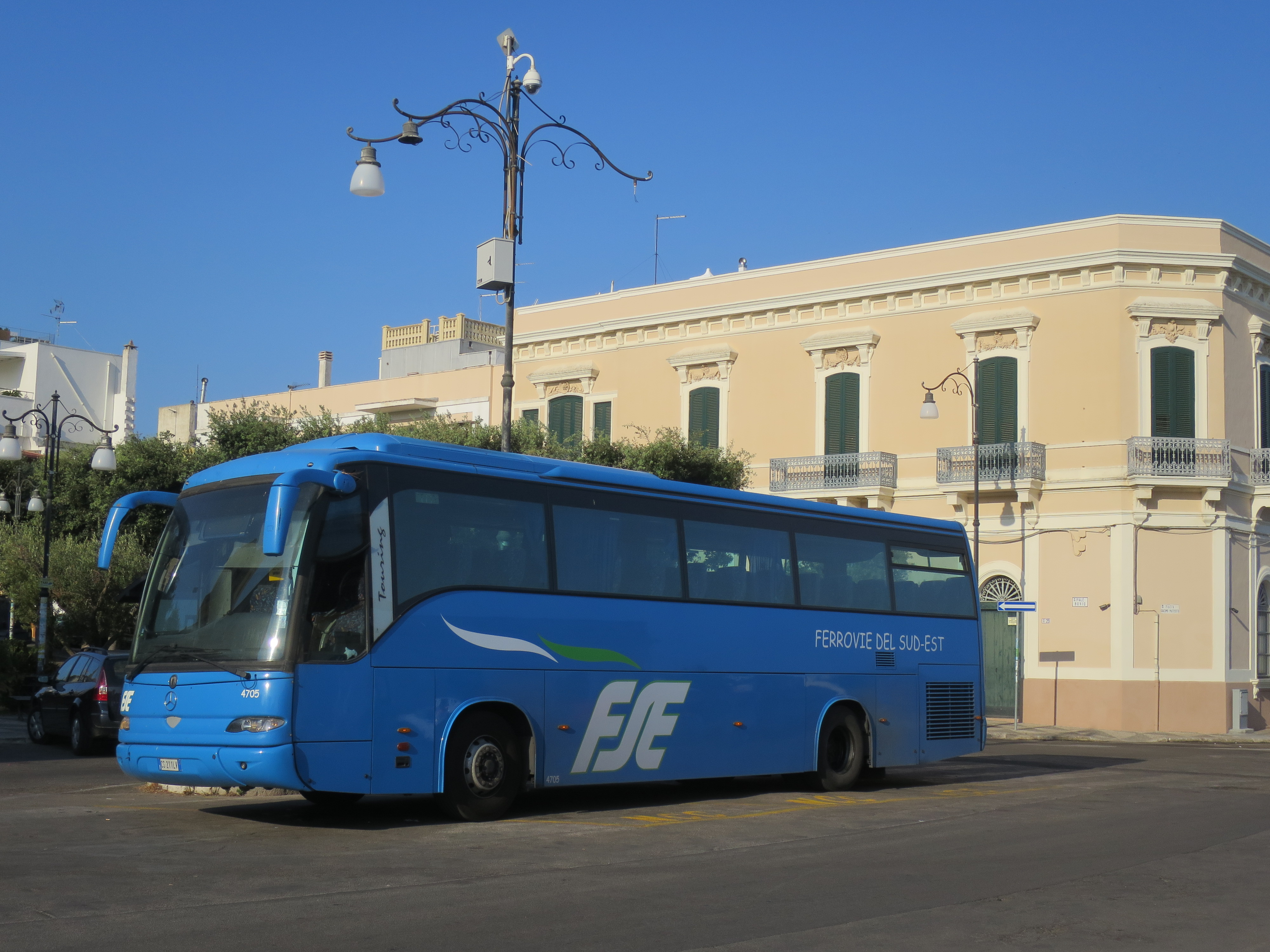
Bus der FSE auf dem Bahnhofsvorplatz in Gallipoli

Die Ferrovie del Sud Est betreiben innerhalb des Konsortiums Cotrap auch ein umfangreiches Netz von Buslinien.

## Fahrzeuge

### Dampflokomotiven

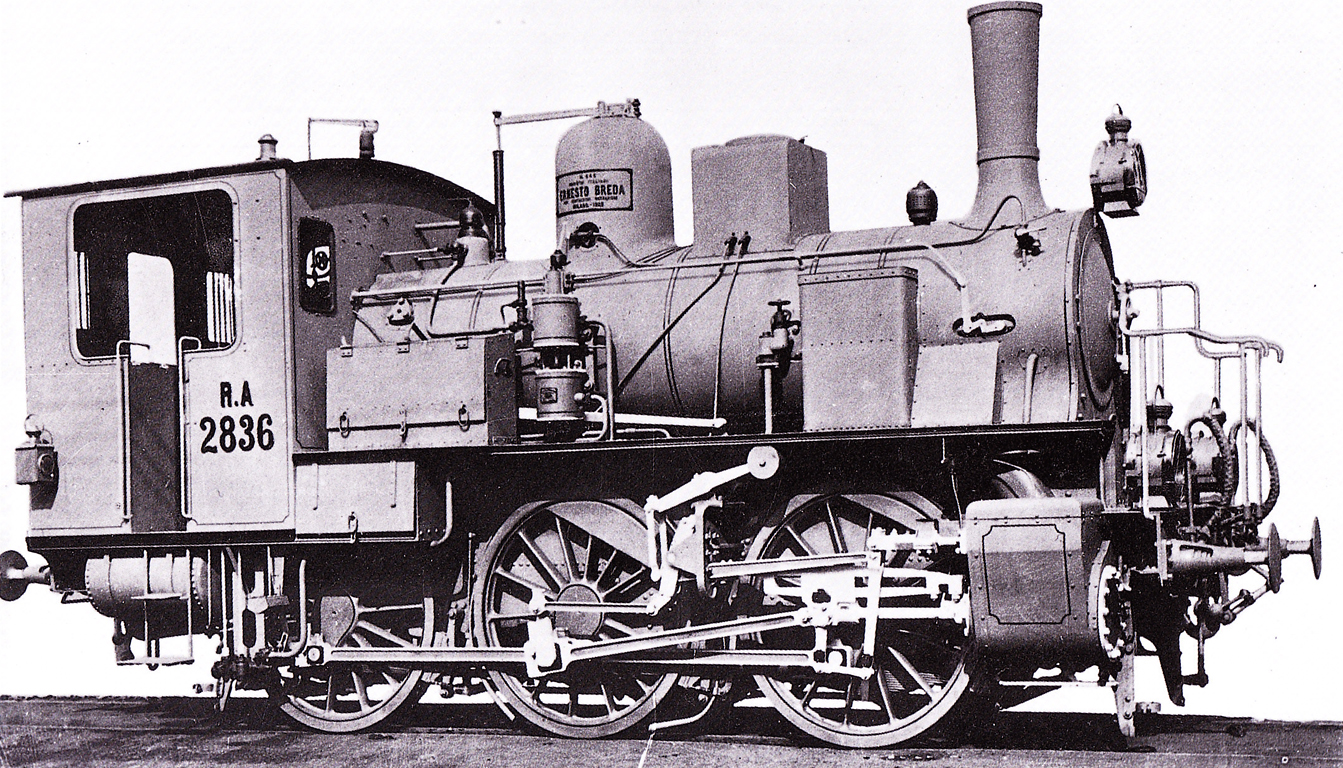
Lokomotive der Baureihe 870 (nicht von den FSE)

| Zahl | Betriebsnummern | Baujahre  | Achsfolge | Hersteller                            | Herkunft                                            | Nachweis          |
| ---- | --------------- | --------- | --------- | ------------------------------------- | --------------------------------------------------- | ----------------- |
| 02   | 201, 202        | 1892      | 1-B       | Breda                                 |                                                     | [ 46 ]            |
| 12   | 1–12            | 1899–1905 | C         | Société anonyme Saint-Léonard à Liège | Ferrovie Sussidiate                                 | [ 47 ]            |
| 22   | 870.XXX         | 1903–1909 | C         | verschiedene                          | Ferrovie dello Stato                                | [ 48 ] [ Anm. 4 ] |
| 10   | 1–10            | 1911      | C         | Borsig                                | Ferrovio Salentine                                  | [ 49 ]            |
| 16   | 880.XXX         | 1912–1922 | 1-C       | überwiegend: Breda                    | Ferrovie dello Stato                                | [ 50 ] [ Anm. 6 ] |
| 02   | 13, 14          | 1914      | D         | Société anonyme Saint-Léonard à Liège | Ferrovie Sussidiate                                 | [ 51 ]            |
| 06   | 311–316         | 1914      | C         | Officine Meccaniche Italiane S.A.     | Ferrovio Salentine                                  | [ 52 ] [ Anm. 7 ] |
| 04   | 400–403         | 1925      | C         | Miani e Silvestri                     | Ferrovio Salentine                                  | [ 53 ]            |
| 02   | 37, 38          | 1926      | 1-C-1     | Breda                                 | 1937 gebraucht von der Ferrovia della Valle Seriana | [ 54 ]            |

### Diesellokomotiven

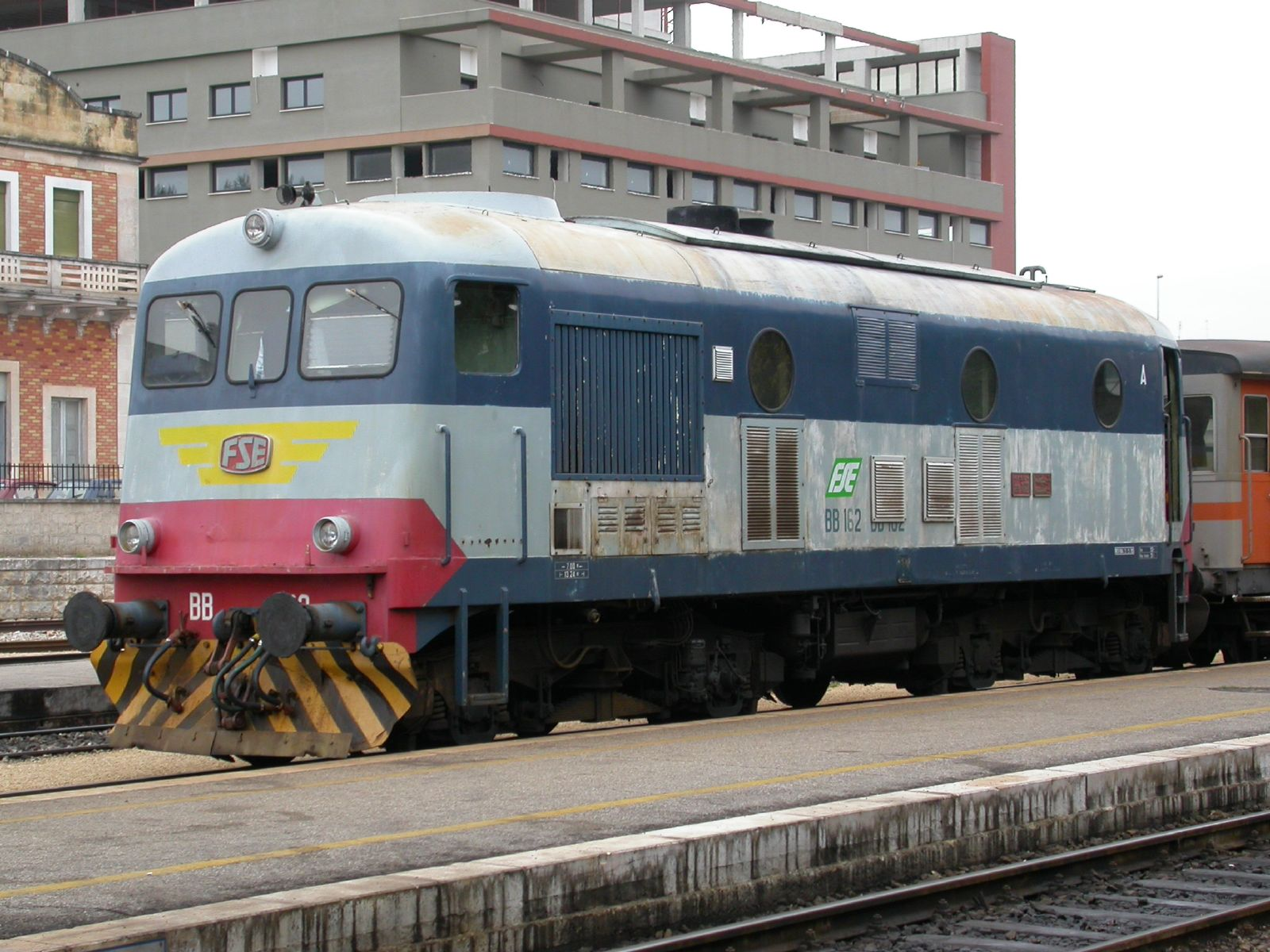
BB 162 im Bahnhof Martina Franca

| Zahl | Betriebsnummern   | Baujahre        | Achsfolge | Hersteller                              | Nachweis           |
| ---- | ----------------- | --------------- | --------- | --------------------------------------- | ------------------ |
| 13   | BB 151–BB 163     | 1959/1960       | BoBo      | Officine Meccaniche Reggiane (OMR)      | [ 55 ] [ Anm. 8 ]  |
| 01   | BB 170            | 1959            | BoBo      | OMR                                     | [ 56 ] [ Anm. 9 ]  |
| 05   | B 101–B105        | 1959            | B         | Greco-Deutz                             | [ 57 ]             |
| 01   | B 110             | 1962            | B         | Greco-Deutz                             | [ 58 ]             |
| 06   | DE 164–DE 169     | 1968–1970, 1990 | BoBo      | Fiat / Breda                            | [ 59 ] [ Anm. 10 ] |
| 03   | DE 122.401–403    | 1989            | BoBo      | IMPA di Catania                         | [ 60 ] [ Anm. 11 ] |
| 04   | DE 171–174        | 1991, 1996      | BoBo      | OMR                                     | [ 61 ]             |
| 05   | DE 122.410–414    | 2006–2008       | BoBo      | D.P.A. Elettronica di Finocchiaro Santa | [ 62 ]             |
| 02   | 753.701 / 702     | 2006            | BoBo      | Československé státní dráhy             | [ 63 ]             |
| 01   | Zephir Crab 2000E | 2008            | B         | Zephir                                  | [ 64 ]             |

### Dieseltriebwagen

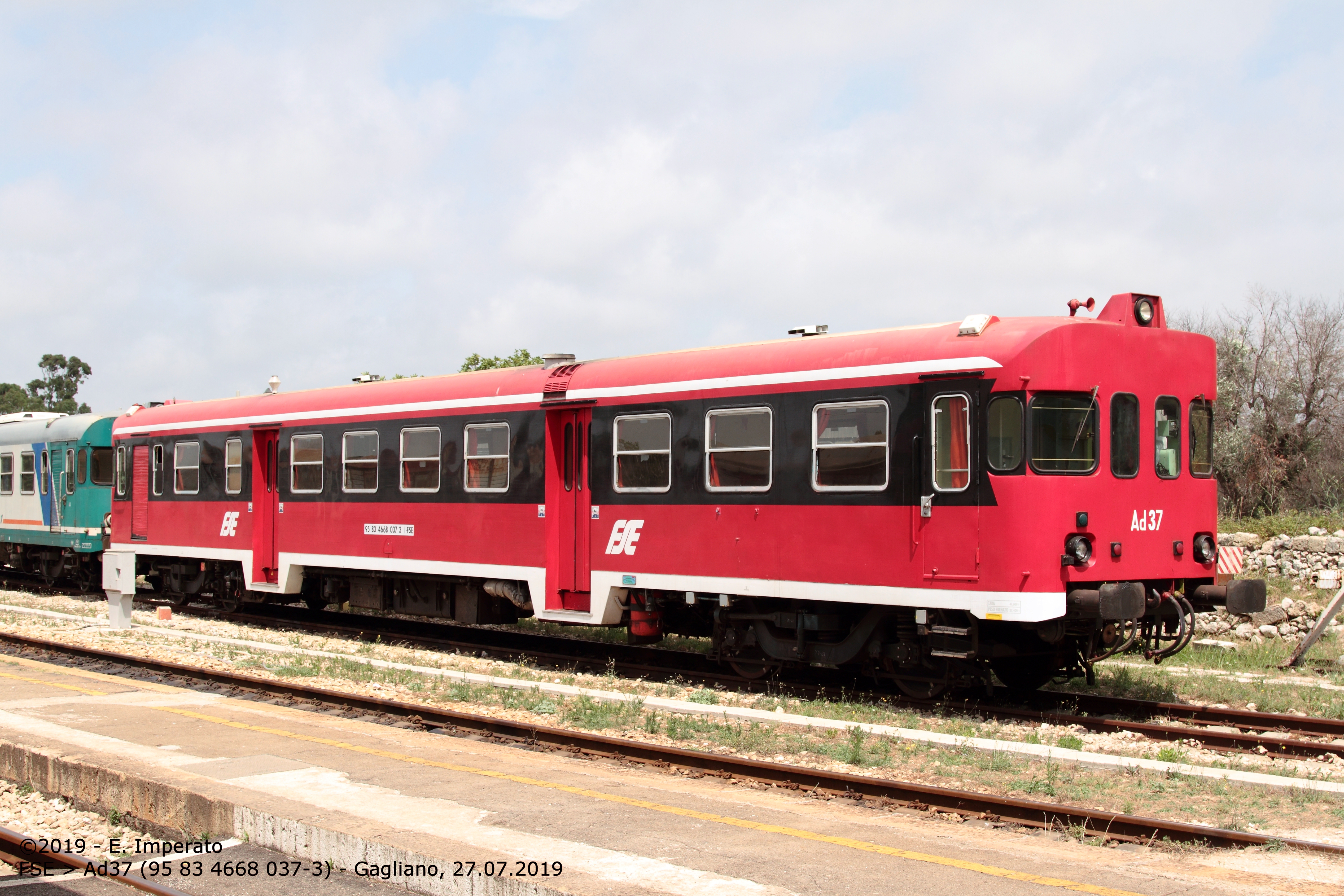
Ad 37 im Bahnhof Gagliano-Leuca

Außer den nachfolgend gelisteten Fahrzeugen waren in den 1990er Jahren zwölf Triebwagen der Baureihe 668.1400, von der Staatsbahn FS angemietet, bei den FSE im Einsatz. Sie wurden hier unter der Bezeichnung Ad 11 – Ad 22 geführt. Dies war die zweite Vergabe dieser Nummern. Die Fahrzeuge, die diese Nummern ursprünglich führten, waren damals bereits außer Dienst gestellt.
| Zahl | Betriebsnummern       | Baujahre   | Hersteller                            | Nachweis           |
| ---- | --------------------- | ---------- | ------------------------------------- | ------------------ |
| 10   | Ad 01 – 10            | 1939–1952  | MAN / Officina Meccanica della Stanga | [ 65 ]             |
| 02   | Ad 21, 22             | 1958       | Alenia Aermacchi                      | [ 66 ] [ Anm. 16 ] |
| 30   | Ad 51 – 80            | 1960       | Breda / Aerfer                        | [ 67 ] [ Anm. 18 ] |
| 25   | Ad 31 – 45, 121 – 130 | 1978       | Fiat                                  | [ 68 ] [ Anm. 19 ] |
| 08   | Ad 81 – 88            | 1999, 2000 | Fiat                                  | [ 69 ] [ Anm. 20 ] |
| 27   | ATR 220.001 – 027     | 2009–2011  | Pesa                                  | [ 70 ] [ Anm. 21 ] |
| 03   |                       | 2010       | Stadler Rail                          | [ 71 ]             |

### Personenwagen

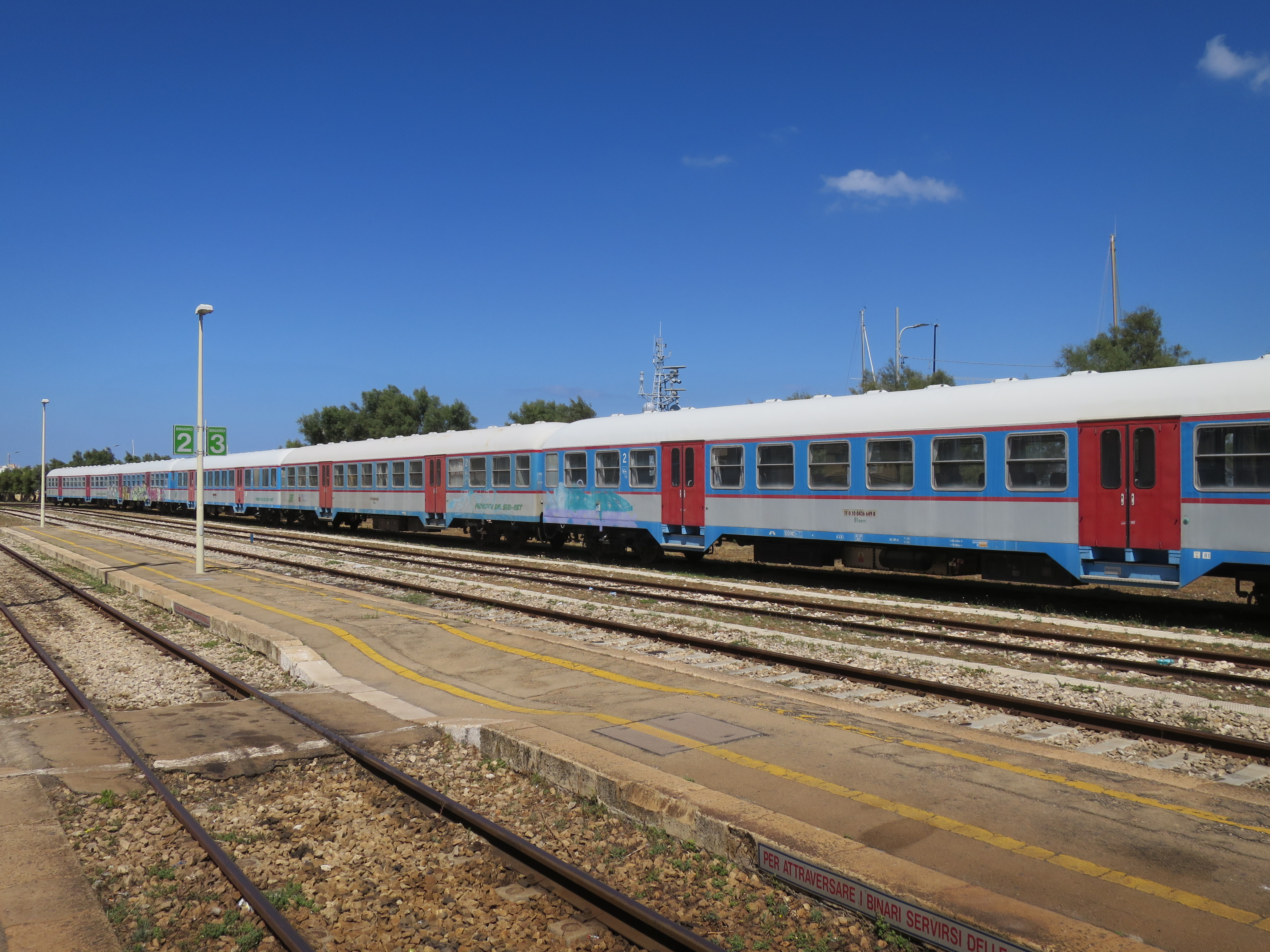
n-Wagen, abgestellt im Bahnhof Gallipoli, 2016

Von den zahlreichen Personenwagen, die im Laufe der Zeit bei den FSE im Einsatz waren, seien nachfolgend nur drei Typen genannt. Aufgenommen wurde der Verkehr 1931 zunächst mit den Fahrzeugen, die sich im Pool der Bahnen befanden, die zu den FSE fusionierten. Allerdings wurden auch schon ab 1931 Neubaufahrzeuge beschafft. Eine Reihe dieser Fahrzeuge ist in der Sammlung des Eisenbahnmuseums von Apulien erhalten. In den 1990er Jahren wurden dann auch gebrauchte Wagen in Betrieb genommen.
- 15 vierachsige Umbauwagen 1991 von der Deutschen Bundesbahn, Gattung 4yg, die bei den FSE die Bezeichnung Bz 616–625 und ABz 766–770 erhielten.[74]
- 25 vierachsige n-Wagen („Silberlinge“), 2010 von der Deutschen Bahn, die bei den FSE die Bezeichnung Bz 632–651 und Bz 773–777 erhielten.[75]
- 8 Doppelstockwagen (neu), die 1998 von Casaralta hergestellt wurden und baugleich mit denen sind, die an die FS und die Ferrovie Nord Milano geliefert wurden.[76]

### Güterwagen
Die FSE besaßen auch in ganz erheblichem Umfang Güterwagen, 1935 waren es 399. Das waren überwiegend gedeckte Güterwagen, aber auch 73 Wagen für den Weintransport. Die Zahl der Güterwagen ist in Folge des stark zurückgegangenen Güterverkehrs jedoch stark geschrumpft und der Bestand hinterlässt heute eher einen überalterten Eindruck.

### Dienstfahrzeuge
Die Bahn hielt bis 1995 zwei Schneepflüge vor, die dann mangels Bedarf verschrottet wurden.